# Campionat del món de ciclocròs sub-23 femení
El Campionat del món de ciclocròs sub-23 femení és una de les curses ciclistes que formen part dels Campionats del món de ciclocròs. La cursa és organitzada per la Unió Ciclista Internacional i es disputa anualment en un país diferent al final de la temporada de ciclocròs, al final de gener. La primera edició data del 2016 i està reservada a ciclistes amb edats de 19 a 22 anys. La guanyadora de la prova obté el mallot irisat que ostenta durant l'any següent al campionat en totes les competicions en què pren part.

## Palmarès
| Any  | Or                       | Plata                      | Bronze                     |
| 2016 | Evie Richards            | Nikola Noskova             | Maud Kaptheijns            |
| 2017 | Annemarie Worst          | Ellen Noble                | Evie Richards              |
| 2018 | Evie Richards            | Ceylin del Carmen Alvarado | Nadja Heigl                |
| 2019 | Inge van der Heijden     | Fleur Nagengast            | Ceylin Del Carmen Alvarado |
| 2020 | Marion Norbert Riberolle | Kata Blanka Vas            | Anna Kay                   |
| 2021 | Fem van Empel            | Anniek van Alphen          | Kata Blanka Vas            |
| 2022 | Puck Pieterse            | Shirin van Anrooij         | Fem van Empel              |
| 2023 | Shirin van Anrooij       | Zoe Bäckstedt              | Kristýna Zemanová          |
| 2024 | Zoe Bäckstedt            | Kristýna Zemanová          | Leonie Bentveld            |
| 2025 | Zoe Bäckstedt            | Marie Schreiber            | Leonie Bentveld            |

## Medaller
| Posició | País          | Or | Plata | Bronze | Total |
| 1       | Països Baixos | 5  | 4     | 5      | 14    |
| 2       | Regne Unit    | 4  | 1     | 2      | 7     |
| 3       | França        | 1  | 0     | 0      | 1     |
| 4       | Txèquia       | 0  | 2     | 1      | 3     |
| 5       | Hongria       | 0  | 1     | 1      | 2     |
| 6       | Estats Units  | 0  | 1     | 0      | 1     |
| 6       | Luxemburg     | 0  | 1     | 0      | 1     |
| 8       | Àustria       | 0  | 0     | 1      | 1     |